# Jacques Le Moyne de Morgues
Pour les articles homonymes, voir Le Moyne.

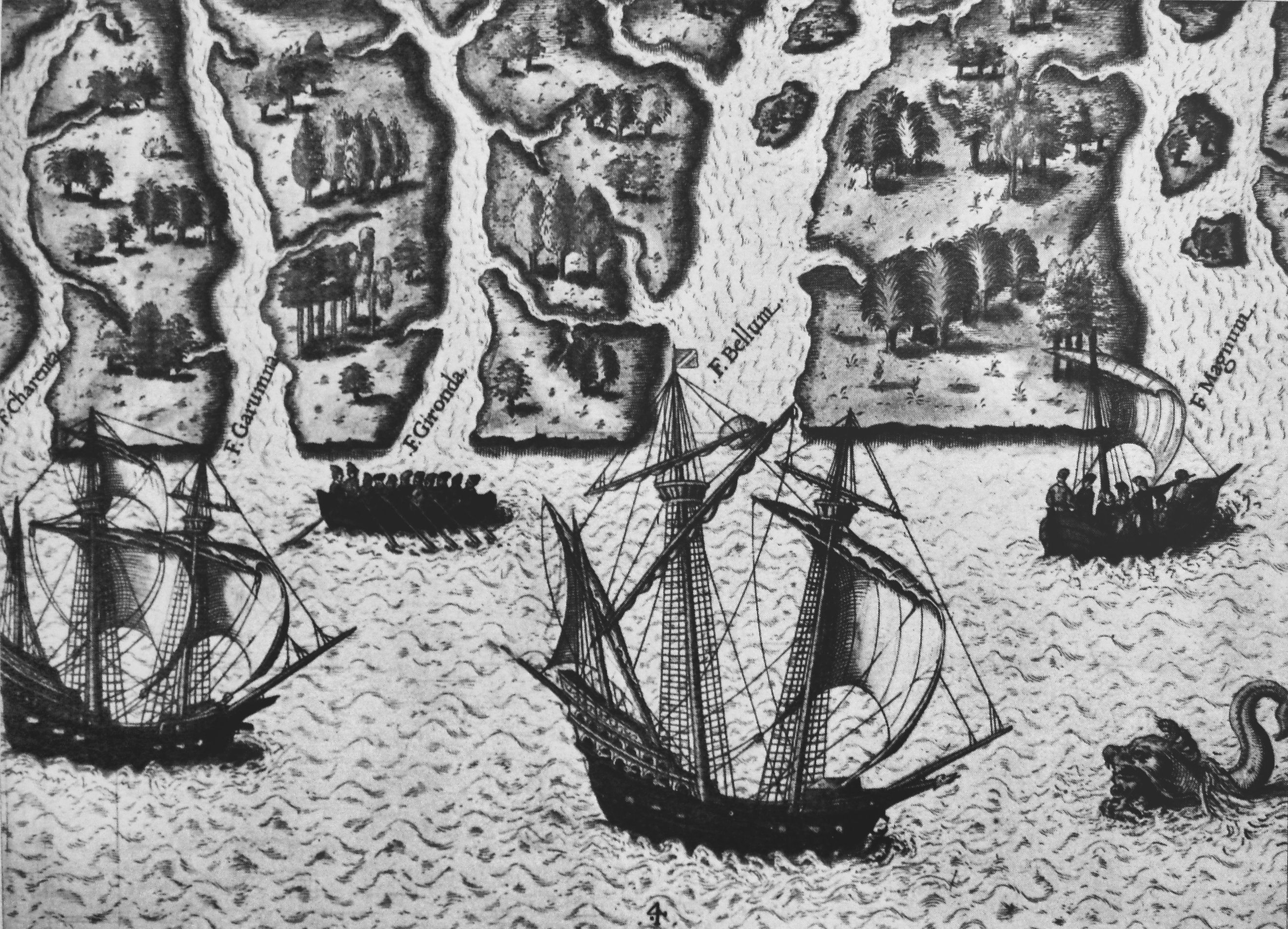
Exploration des côtes de la Floride française par l'expédition de Ribault et Laudonniere,
(illustration de Jacques Le Moyne de Morgues).

Jacques Le Moyne de Morgues, né à Dieppe vers 1533 et mort à Londres en 1588, était un cartographe et illustrateur français.
L’importance historique des descriptions de la vie amérindienne et des plantes indigènes faites par Le Moyne de Morgues lorsqu’il était membre de la seconde expédition de Jean Ribault dans le Nouveau Monde est capitale. Le Moyne était avec Ribault et Laudonnière lorsqu’ils sont arrivés en Floride française en 1562 et ont fondé Charlesfort, puis Fort Caroline en 1564.
Le Moyne de Morgues est surtout connu pour sa reproduction artistique du paysage, de la flore, la faune et, tout particulièrement, ses descriptions primordiales des habitants du Nouveau Monde produit par les Français et les Espagnols. Ses dessins des cultures généralement connues sous le nom de Timucua sont largement considérés comme faisant partie des données les plus accessibles au sujet des cultures côtières du sud-est des États-Unis.
Le Moyne se fait remarquer, au cours de l’expédition de Laudonnière, comme cartographe et comme illustrateur pour ses peintures des perspectives et des reliefs de la terre qu’ils rencontrent. Lorsque, une année plus tard, les colons entrent en conflit avec la colonie espagnole de St. Augustine, trente milles au sud, les Espagnols, sous la conduite de Pedro Menéndez de Avilés, donnent l’assaut à la colonie et massacrent la majeure partie des Huguenots. Laudonnière et Le Moyne réussissent néanmoins à s’échapper avant de se réfugier en Angleterre.

## Œuvre
Tous les dessins originaux de Le Moyne sont censés avoir, à l’exception d’un seul, été détruits lors de l’attaque du fort Caroline par les Espagnols. La plupart des dessins qui lui sont attribués émaneraient en réalité des gravures de Théodore de Bry[réf. nécessaire], graveur et éditeur, huguenot d'origine liégeoise réfugié à Francfort, d’après les recréations de mémoire effectuées par Le Moyne après son retour. Distribuées en volumes imprimés, ces reproductions comptent parmi les premières images de la colonisation européenne dans le Nouveau Monde à être mises en circulation. Le compte-rendu détaillé du voyage de Le Moyne, Brevis narratio eorum quae in Florida Americae provincia Gallis acciderunt, a été publié en 1591.